# Massimo Pupillo
Massimo Domenico Pupillo (Rodi Garganico, gener de 1922 – Roma, desembre de 1999) va ser un director italià, inicialment documentalista i després dedicat al cinema de terror amb els pseudònims de Max Hunter, Ralph Zucker o Massimo Pupillo, el més famós.

## Biografia
Pupillo es va apropar al cinema durant una llarga estada a França després de la Segona Guerra Mundial en la qual va servir al costat de les brigades partisanes franceses. Després de tornar breument a Itàlia, va tornar a França on va tenir les seves primeres experiències com a ajudant de direcció i ajudant de direcció. Després de casar-se amb Paulette Farjon el 1958, va tornar a Itàlia per dedicar-se a la direcció, inicialment com a documentalista, i després va debutar al cinema signant el tema de la pel·lícula L'amore primitivo, codirigida amb Luigi Scattini el 1964 i després dirigint algun llargmetratge. pel·lícules de diversos gèneres.
El seu debut en el terror va arribar l'any 1965 quan va dirigir tres llargmetratges: el primer va ser 5 tombe per un medium, del sotto genere gotico di moda nel periodo, interpretato da Barbara Steele, del subgènere gòtic de moda a la time, interpretada per Barbara Steele, actriu britànica especialitzada en el gènere; Va seguir Il boia scarlatto, que va signar amb el pseudònim Max Hunter, amb efectes especials de Carlo Rambaldi i, La vendetta di Lady Morgan, amb Erika Blanc i Paul Muller. En el mateix període també va treballar en diversos Carosello. Després va dirigir un western escrit per Renato Polselli, Bill il taciturno (1967), i dues mondo movies: Svezia, inferno e paradiso (1967) i L'amore, questo sconosciuto (1969).
Durant anys es va confondre amb el productor del mateix nom Ralph Zucker, que va morir el 1982.
Durant la dècada dels vuitanta va passar a la direcció de programes educatius de Rai 3, dirigint també Sa Jana, l'audace impresa, un documental, remake d'un el seu anterior curtmetratge de 1961, Gli amici dell'isola, ambientat a la llacuna de Cabras a Sardenya i interpretat per pescadors locals sense actors professionals i que mai es va distribuir.
La seva mort es va anunciar erròniament el 1982, després de la mort d'un homònim. En canvi, va morir el 1999.

## Filmografia

### Director
- Memoria d'Italia - curtmetratge documental (1958)
- Japigia - curtmetratge documental (1958)
- Civiltà sul Mediterraneo - curtmetratge documental (1959)
- Teddy, l'orsacchiotto vagabondo - documental (1961)
- Gli amici dell'isola - documental (1961)
- L'amore primitivo, co-dirigit amb Luigi Scattini (1962)
- 5 tombe per un medium (1965)
- Il boia scarlatto (1965)
- La vendetta di Lady Morgan (1965)
- Bill il taciturno (1967)
- Svezia inferno e paradiso, codirigit amb Luigi Scattini - documental (1967)
- L'amore, questo sconosciuto - documental (1969)
- Giovane Italia, giovane Europa, Maeternick - telefilm (1970)
- Sa Jana, l'audace impresa - documental (1981)

### Productor
- Eva la Venere selvaggia (1968)
- Il plenilunio delle vergini (1973)